# Damernas bom i gymnastik vid olympiska sommarspelen 2000
Damernas bom i gymnastik vid olympiska sommarspelen 2000 avgjordes den 17-25 september i Sydney SuperDome.

## Medaljörer
| Gren         | Guld          | Silver                        | Brons                    |
| Damernas bom | Liu Xuan Kina | Kekaterina Lobaznjuk Ryssland | Elena Produnova Ryssland |

## Resultat

### Final
| Placering | Gymnast                    | Poäng |
| --------- | -------------------------- | ----- |
|           | Liu Xuan (CHN)             | 9.825 |
|           | Jekaterina Lobaznjuk (RUS) | 9.787 |
|           | Jelena Produnova (RUS)     | 9.775 |
| 4         | Claudia Presacan (ROU)     | 9.750 |
| 5         | Tetjana Jarosj (UKR)       | 9.712 |
| 6         | Maria Olaru (ROU)          | 9.700 |
| 7         | Ling Jie (CHN)             | 9.675 |
| 8         | Elise Ray (USA)            | 9.387 |